# Rivalita Messi–Ronaldo
Rivalita Messi–Ronaldo nebo rivalita Ronaldo–Messi je rivalita ve fotbale poháněná médii a fanoušky mezi argentinským fotbalistou Lionelem Messim a portugalským fotbalistou Cristianem Ronaldem, hlavně kvůli tomu, že jsou současníci, a kvůli jejich podobným rekordům a sportovním úspěchům. Devět sezón se pravidelně střetávali, když hráli za konkurenční kluby Barcelona a Real Madrid.
Ronaldo vstřelil více gólů, Messi však vede v počtu Zlatých míčů a získal také trofej pro mistry světa.

## Statistika vzájemných zápasů

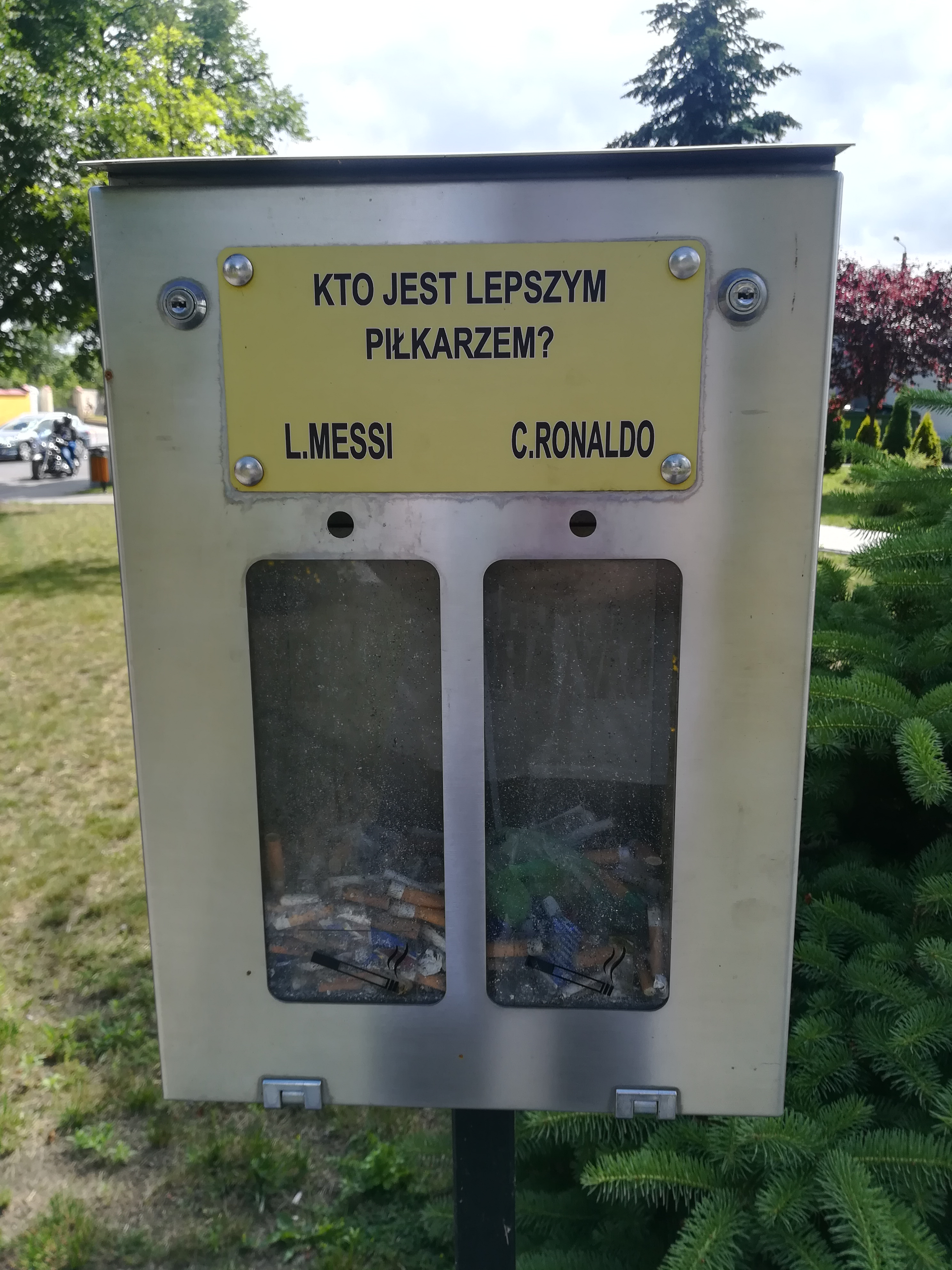
Hlasování o tom, zda je lepší Messi nebo Ronaldo, Polsko

| Soutěž                  | Celkový počet zápasů | Vítězství Messiho | Remízy | Vítězství Ronalda | Góly Messiho | Góly Ronalda |
| ----------------------- | -------------------- | ----------------- | ------ | ----------------- | ------------ | ------------ |
| La Liga                 | 18                   | 10                | 4      | 4                 | 12           | 9            |
| Liga mistrů UEFA        | 6                    | 2                 | 2      | 2                 | 3            | 2            |
| Copa del Rey            | 5                    | 1                 | 2      | 2                 | 0            | 5            |
| Supercopa de España     | 5                    | 2                 | 1      | 2                 | 6            | 4            |
| Mezinárodní (přátelský) | 2                    | 1                 | 0      | 1                 | 1            | 1            |
| Charitativní            | 1                    | 1                 | 0      | 0                 | 1            | 2            |
| Celkem                  | 37                   | 17                | 9      | 11                | 23           | 23           |